# Rhytidocaulon
Rhytidocaulon là chi thực vật có hoa trong họ Apocynaceae.